# Modèle multiplicateur-accélérateur
Le modèle multiplicateur-accélérateur (ou modèle Hansen-Samuelson) est un modèle économique qui explique les cycles économiques par la combinaison entre un effet accélérateur (entraînement entre l'épargne et l'investissement) et un multiplicateur keynésien. Il a été développé par Paul Samuelson, qui s'est inspiré d'Alvin Hansen.

## Histoire
Ce modèle est développé par Paul Samuelson dans un article académique datant de 1939,. On l'appelle ainsi parfois oscillateur de Samuelson.

## Concept
Ce modèle synthétise l'effet multiplicateur de John Maynard Keynes et l'accélérateur d'investissement d'Albert Aftalion. Selon Jean Arrous (1991), le modèle multiplicateur-accélérateur aboutit au résultat général suivant: « le taux de croissance d'une économie, dont les conditions de fonctionnement sont représentées par le multiplicateur et l'accélérateur, est défini par le rapport de la propension à épargner au coefficient d'accélération »,. 
Ce modèle met en évidence le rôle du capital, dont l'accumulation joue un rôle d'entraînement et qui cause des fluctuations économiques.
Le mécanisme est le suivant : lorsque les entreprises et investisseurs anticipent une augmentation de la demande, ils augmentant leurs investissement ; or, l'effet multiplicateur permet à l'investissement d'accentuer plus encore la demande. L'investissement augmente le stock de capital disponible, et permet une adéquation entre la capacité de production et l'investissement. Dès lors, l'investissement est obligé de ralentir. Lorsque la capacité de production dépasse la demande anticipée, l'investissement diminue, ce qui provoque un retournement du cycle.
Le phénomène du multiplicateur-accélérateur est possible parce qu'il existe un délai d'ajustement entre l'investissement et la demande. Le décalage entre la capacité de production et la demande à laquelle ce délai d'ajustement aboutit est la cause du retournement du cycle.

## Modèle
Le modèle multiplicateur-accélérateur peut s'écrire comme ci suit :
{\displaystyle Y_{t}=g_{t}+C_{t}+I_{t}}
{\displaystyle C_{t}=\alpha Y_{t-1}}
{\displaystyle I_{t}=\beta \mid C_{t}-C_{t-1}\mid }
{\displaystyle g_{t}=1}
On note: {\displaystyle Y_{t}} le revenu national, {\displaystyle g_{t}} les dépenses publiques (government expenditure en anglais), {\displaystyle C_{t}}  les dépenses de consommation, {\displaystyle I_{t}} induit l'investissement privé, et la lettre souscrite {\displaystyle t} est le temps. Ici on peut réarranger les équations et l'écrire comme une équation différentielle linéaire d'ordre deux:
{\displaystyle Y_{t}=1+\alpha (1+\beta )Y_{t-1}-\alpha \beta Y_{t-2}}
Samuelson a démontré qu'il y a plusieurs solutions pour le revenu national qui est dérivé de l'équation différentielle linéaire d'ordre deux. Ces solutions changent ses forme, ce qui compte sur les valeurs des racines de l'équation ou sur les liens entre les paramètres {\displaystyle \alpha } et {\displaystyle \beta }.

## Critiques
Le modèle de l'oscillateur combine le multiplicateur keynésien et l’accélérateur de l'investissement. Or le premier présuppose le sous emploi des facteurs et le second le plein emploi. Ainsi, une formalisation du type de celle proposée par Goodwin peut paraître plus pertinente pour expliquer le cycle économique